# Claude Bolling
Claude Bolling (n. 10 aprilie 1930, Cannes, Alpes-Maritimes, Franța – d. 29 decembrie 2020, Saint-Cloud, Île-de-France, Franța) a fost un pianist, compozitor și aranjor de jazz francez, una din cele mai remarcabile figuri ale jazzului francez, alături de Django Reinhardt și Stéphane Grapelli

## Copilăria și tinerețea
Claude Bolling s-a născut în anul 1930 la Cannes, ca fiu al lui Henri Bolling și al lui Geneviève, născută Brannens.
A fost un copil minune în domeniul pianului de jazz, și în timpul Ocupației, a studiat la Conservatorul de muzică din Nisa, fiind elevul lui Marie Louise „Bob” Collin, pianistă, trompetistă și toboșară într-una din orchestrele de femei la modă în perioada interbelică. Ulterior s-a mutat și a continuat studiile la Paris, unde a trăit cea mai mare parte a vieții.
La vârsta de 16 ani Booling a câștigat la Paris concursul de muzicieni amatori organizat de „Jazz Hot” și „Hot Club de France”. Fiind inițial captivat de muzica lui Thomas Fats Waller, a devenit curând un admirator al lui Willie „The Lion” Smith, Erroll Garner, Art Tatum si Earl Hines.
La 16 ani el a organizat și prima sa formație muzicală de jazz, împreună cu câțiva muzicieni talentați, și la 18 ani a înregistrat primul său disc.
La Paris profesorii săi particulari au fost Germaine Mounier (pian clasic), Léo Chauliac (pian de jazz), Maurice Duruflé (armonie), André Hodeir (contrapunct, scriere de jazz), de asemenea Willie The Lion Smith, Bob Colin și Earl Hines.
După serviciul militar ca trombonist și percuționist în ansamblul de muzică al trenurilor militare, Bolling s-a antrenat într-o activitate muzicală intensă în domeniul jazzului la cluburile Saint Germain, Vieux Colombier, Le Caveau de la Huchette etc. A ajuns să cânte la un nivel profesionist alături de renumiți soliști de jazz veniți în capitala Franței, precum Lionel Hampton, Roy Eldridge, Kenny Clarke, Rex Stewart, Buck Clayton, Albert Nicholas, L-a cunoscut personal pe Duke Ellington, a cărui artă și personalitate exercită asupra sa o mare influență.

## Continuarea carierei muzicale
Făcând cunoștință cu Boris Vian, el a scris pentru acesta aranjamente ale „Șansoanelor” sale „posibile și imposibile.
”Succesul acestui disc i-a prilejuit lansarea în lumea variété-ului. Numeroși artiști celebri din anii 1960 și 1970 au apelat la el pentru a le asigura producția muzicală a albumelor lor: Sacha Distel, Jacqueline François, Juliette Gréco, Henri Salvador, Brigitte Bardot. Cântărețul Dario Moreno, care devenise vedeta unei producții cinematografice, i-a creat ocazia de a compune pentru prima oară muzică de film. 
Booling organizează și grupul „Les Parisiennes”.
Regizorul René Clément l-a angajat pentru banda sonoră a filmului „Le Jour et l'Heure”. Bolling a continuat apoi o prodigioasă carieră de compozitor de muzica de film, 
A scris muzica la peste 100 de filme, unele aducându-i un mare succes: „Borsalino”, „Louisiane”, „Flic Story”, „Le Magnifique”, „The Awakening”, „California Suite”, la un film documentar depsre Festivalul de la Cannes. Renumele său trece și oceanul unde a creat muzica mai multor filme americane - „Silver bears”  (al lui Ivar Passer, 1979) California Hotel (al lui Herbert Ross 1979)
Bolling a participat activ în anii 1960 la marile emisiuni de varietăți ale lui Albert Raisner, Maritie și Gilbert Carpentier,ale lui Jean Christophe Averty, a compus pentru televiziune numeroase ilustrații muzicale,  din care unele au rămas în amintirea publicului („Les Brigades du Tigre”, „La Garçonne”, „Le Clan” etc) . De asemenea  a compus mai multe generice de emisiuni de televiziune ca de pildă „Le Grand Échiquier” a lui Jacques Chancel sau „Musiques au cœur” a lui Ève Ruggiéri.
Bolling este cunoscut și pentru colaborarea cu interpreți de muzica clasică. Astfel Suita sa pentru flaut și trio de jazz cu pian a fost compusă de el în cadrul colaborării cu flautistul de renume Jean-Pierre Rampal. Lucrarea îmbină eleganța barocă cu swing-ul modern și s-a bucurat de un mare succes 
Bolling a mai colaborat in cursul anilor cu chitaristul Aléxandre Lagoya (pentru care a compus un concert pentru chitară), cu violistul si violonistul Pinhas Zickerman (pentru care a scris o suită pentru vioară), trompetistul Maurice André (Toot suite), violoncelistul Yo Yo Ma. De asemenea a participat la programe închinate creației lui Lionel Hampton, Duke Ellington, Stephane Grappelli, Django Reinhardt, Oscar Peterson

## Viața particulară
Claude Bolling este căsătorit din anul 1959 cu Irène Dervize-Sadyker, și are doi fii. Hobbyul său principal este construirea de modele de trenuri.

## Premii și onoruri
- US and Canada Gold Records
- Medalia de aur Maurice Ravel
- Ofițer al artelor și literelor
- Ordinul național de merit cu grad de cavaler
- Cavaler al Legiunii de Onoare
- Cetățean de onoare al orașului Los Angeles

## Discografie selectivă
| - Claude Bolling Plays Duke Ellington (1959) - Cat Anderson, Claude Bolling And Co. (1965) - Original Ragtime (1966) - Original Boogie Woogie (1968) - Original Piano Blues (1969) - Original Jazz Classics (1970) - Original Piano Greats (1972) - Swing Session (1973) - Jazz Party (1975) - Suite for Violin and Jazz Piano (1975) - With the Help of My Friends (1975) - Keep Swingin’ Volume 4 (1975) - Suite for Flute and Jazz Piano (1975) - Hot Sounds (1976) - Concerto for Guitar and Jazz Piano Trio (1975) - Concerto for Violin and Jazz Piano Trio (1977) | - Jazz Gala 79 (1979) - Just For Fun (1980) - Picnic Suite (1980) - Toot Suite (1981) - Claude Bolling (1981) - Suite for Chamber Orchestra and Jazz Piano Trio (1983) - Suite for Cello and Jazz Piano Trio (1984) - Jazz a la Francaise (1984) - Live at the Meridien (1985) - Suite No. 2 for Flute and Jazz Piano Trio (1987) - Nuances (1988) - Sonatas for Two Pianos (1989) - Cross Over U.S.A. (1993) - Enchanting Versailles – Strictly Classical (1994) - A Drum is a Woman (1997) - Tribute to the Piano Greats (2003) |

## Muzică de film - selecție
- 1960: Die unheimlichen Hände des Dr. Orlak
- 1961: An einem Freitag um halb zwölf…
- 1965: (Moi et les hommes de 40 ans)
- 1967: (Con la muerte a la espalda)
- 1970: Borsalino
- 1970:  Die Geliebte des Anderen
- 1973:  Le Magnifique
- 1978: Lucky Luke
- 1978: Das verrückte California-Hotel
- 1978: Mord in Barcelona
- 1980: Killer stellen sich nicht vor
- 1986: Mörderischer Engel
- 1998: Hasards ou coïncidences